# (5776) 1989 UT2
Az (5776) 1989 UT2 a Naprendszer kisbolygóövében található aszteroida. Hioki és Kawasato fedezte fel 1989. október 29-én.